# Erik Dellums
Erik Todd Dellums (n. San Francisco, California, 23 de septiembre de 1964) es un actor, actor de voz y narrador estadounidense. Es más conocido por haber prestado su voz para el rol del DJ de radio Three-Dog en el videojuego de 2008 Fallout 3.

## Biografía
Dellums nació en el Área de la Bahía de San Francisco y se mudó a Washington D. C. cuando era adolescente. Se graduó de la Universidad de Brown en 1986 y desde entonces ha trabajado en Los Ángeles, Nueva York y Washington D. C. Es el hijo de Leola Roscoe, una abogada, y Ron Dellums, el ex congresista por California y alcalde de Oakland. Su hermana, Piper Dellums, es una escritora.

## Carrera
Al comenzar su carrera, Dellums tuvo varios roles menores en varias películas de Spike Lee, tales como She's Gotta Have It y Do the Right Thing. Fue interpretado (de niño) por Travis Kyle Davis en una película original de Disney Channel titulada The Color of Friendship, la cual fue basada en lo que le pasó cuando su familia recibió a un estudiante de intercambio internacional de Sudáfrica durante la era del apartheid; Dellums tuvo una aparición de cameo como él mismo. Prestó su voz para el personaje de Koh el Ladrón de Rostros en la serie animada de Nickelodeon Avatar: The Last Airbender, y participó como narrador para Key Constitutional Concepts, un documental producido en 2006 por la Annenberg Foundation.
Dellums ha tenido roles en dramas policíacos de televisión tales como New York Undercover, Homicide: Life on the Street (en la cual interpretó al narcotraficante Luther Mahoney), y The Wire (en la cual interpretó a un doctor). Dellums prestó su voz para el videojuego de 2008 Fallout 3 como Three Dog, el DJ de radio de una estación de radio dentro del juego llamada Galaxy News Radio. Hizo la voz de Nazir, un personaje en el videojuego The Elder Scrolls V: Skyrim. Dellums narra la serie del Travel Channel Mysterious Journeys, al igual que la serie documental para la televisión How the Universe Works en el Science channel.